# Catarina Costa
Catarina Costa (Coimbra, 1996) é uma judoca portuguesa que representou Portugal por duas vezes, nos Jogos Olímpicos, em 2020 e 2024.  Vice-campeã europeia, era em Abril de 2025 atleta mais mais medalhada no Campeonatos Europeus de Judo. 

## Biografia
Catarina Costa nasceu em Coimbra, no dia 21 de Setembro de 1996. 
Começou a praticar Judo com apenas 8 anos, tornou-se campeã em todos os escalões portugueses, representando o clube Académica de Coimbra. 
Estudou medicina na Universidade de Coimbra. 

## Palmarés Internacionais
Ganhou quatro medalhas no campeonato Europeu de Judo, entre os anos 2022 e 2025, tendo sido por duas vezes vice-campeã europeia.   
Representou Portugal, nos Jogos Olímpicos de Verão, em 2020, que decorreram em Tóquio, tendo alcançado o quinto lugar, na categoria de -48kg.   Voltou a representar o país nos jogos de 2024. 
Em 2025, sagrou-se vice-campeã nos Europeus de Judo, em Podgorica. 